# Лешня (Польща)
Лешня (пол. Lesznia) — село в Польщі, у гміні Сураж Білостоцького повіту Підляського воєводства.
Населення — 80 осіб (2011).
У 1975-1998 роках село належало до Білостоцького воєводства.

## Демографія
Демографічна структура станом на 31 березня 2011 року:
|          | Загалом | Допрацездатний вік | Працездатний вік | Постпрацездатний вік |
| -------- | ------- | ------------------ | ---------------- | -------------------- |
| Чоловіки | 37      | 16                 | 16               | 5                    |
| Жінки    | 43      | 9                  | 20               | 14                   |
| Разом    | 80      | 25                 | 36               | 19                   |